# Soporte de almacenamiento de alta densidad
Soporte de almacenamiento de alta densidad, para dispositivos de almacenamiento de datos, como disquetes, discos compactos, DVD, disco Blu-ray o discos duros, se refiere a la cantidad de información que gestionan en un volumen muy inferior a los primeros dispositivos, históricamente hablando.
Los primeros medios de almacenamiento, medios de papel y tarjetas perforadas, eran ineficientes, lentos, y voluminosos. Estos entonces dieron lugar a almacenamiento magnético; memoria de núcleo, tambores y, finalmente, discos duros. Para copia de seguridad, había medios desmontables; la cinta magnética de riel y cartuchos, discos flexibles y discos duros desmontables. Después, discos ópticos (CD ROM y unidades de DVD) suplantaron a dispositivos magnéticos para usos archivísticos.
Hoy la necesidad de computadoras para almacenar más datos que nunca y el almacenamiento más reciente reemplaza dispositivos con partes móviles por unidades electrónicas de estado sólido.